# Павел (Гассиос)
Архиепи́скоп Па́вел (англ. Archbishop Paul, в миру Пол Ни́колас Га́ссиос, англ. Paul Nicholas Gassios, греч. Απόστολος Γκάσσιος; 6 апреля 1953, Детройт — 24 апреля 2022, Бербанк, Иллинойс) — епископ Православной церкви в Америке, епископ Чикагский и Среднего Запада.

## Биография
Родился 6 апреля 1953 года в семье Николая и Георгии Гассиос, выходцев из Кастанеи (Греция), в Детройте (штат Мичиган).
Окончил среднюю школу в Детройте, после чего поступил в Университет Уэйна, где изучал историю и психологию. После его окончания в 1976 году работал в сфере реабилитации подвергшихся эмоциональному и физическому насилию детей. Получил степень магистра социальной работы в 1980 году и продолжал работать в избранной области.
Начал изучать богословие в 1991 году в Свято-Владимирской духовной семинарии в Йонкерсе, штат Нью-Йорк, где получил степень магистра богословия.
25 июня 1994 года архиепископом Чикаго и Средне-Западным Иовом (Осацким) был рукоположён в сан священника, после чего до июня 2005 года служил священником в храме святого апостола Фомы в Кокомо, штат Индиана. Затем поступил в монастырь святого Григория Паламы в Хейсвилле, штат Огайо, где пребывал до мая 2006 года. Затем был настоятелем церкви Архангела Михаила в Сент-Луисе, и храма Рождества Пресвятой Богородицы в Деслодже, штат Миссури.
В 2007 году был переведён в Болгарскую епархию Православной Церкви в Америке и назначен настоятелем собора святого Георгия в Россфордн (штат Огайо).
Решением Священного Синода ПЦА от 18-21 марта 2014 года был назначен администратором Епархии Среднего Запада со вступлением в должность 25 марта того же года, в связи с чем освобождён от должности клирика Собора святого Георгия в Россфорде, оставаясь под омофором епископа Александра.
7 октября решением специальной епархиальной ассамблеи, созванной для выбора кандидата на избрание правящего архиерея вдовствующей Епархии Среднего Запада, был избран на эту должность.
20 октября 2014 года в Монастыре святого Григория Паламы его настоятелем архимандритом Серафимом (Дедесом) был пострижен в рясофор с именем Павел в честь святого Павла Исповедника, Патриарха Константинопольского.
21 октября решением Священного Синода ПЦА был канонически избран епископом Чикагским и Среднего Запада.
23 октября 2014 года епископом Марком (Мэймоном) был возведён в сан архимандрита.
27 декабря 2014 года Троицком соборе в Чикаго хиротонисан во епископа Чикагский и Средне-Западного. Хиротонию совершили митрополит всей Америки и Канады Тихон, архиепископ Детройтский и Румынский Нафанаил (Попп), архиепископ Сан-Францисский и Западно-Американский Вениамин (Питерсон), архиепископ Питтсбургский и Западно-Пенсильванский Мелхиседек (Плеска), архиепископ Американский Николай (Кондря) (Румынская православная церковь), епископ Оттавский и Канадский Ириней (Рошон), епископ Нью-Йоркский и Нью-Джерси Михаил (Дахулич), епископ Толедский и Болгарский Александр (Голицын) и епископ Ситкинский и Аляскинкий Давид (Махаффи).
Он был известен быстрыми ответами и звонками, когда его духовенство связывалось с ним. Он был очень организован и тщательно и внимательно следовал установленным процедурам. ОН активно посещал епархиальные, благочинные и приходские собрания. Он учредил новые служения в епархии, которые были сосредоточены на укреплении общин внутри епархии, в том числе: Служение Матери Марии Парижской — Департамент благотворительной деятельности, Департамент семейной жизни, Музыкальное служение Святого Андрея Критского и Департамент по делам молодёжи. Это были четыре области, которые он считал важными столпами для созидания Тела Христова.
Уделяя приоритетное внимание пастырским визитам, он часто был в разъездах, путешествуя каждые выходные, чтобы посетить общины в пределах своей обширной епархии. Он часто размышлял о том, что это была самая приятная часть его служения, и это давало ему повод с нетерпением ждать каждую неделю. В дополнение к руководству богослужениями во время архипастырских визитов он находил время, чтобы побыть с духовенством и их семьями, чтобы услышать об их жизни и борьбе. Он встречался с молодёжью и приходскими советами. Он ежегодно посещал семинарии, чтобы встретиться с епархиальными семинаристами и их семьями, и активно поощрял призвание в своих приходах.
27 мая 2020 года решением Священного синода Православной церкви в Америке «в знак признания выдающихся заслуг как епископа, возглавляющего епархию Среднего Запада и сотрудничающего со своими братьями-иерархами в Священном Синоде» возведён в сан архиепископа.
Скончался 24 апреля 2022 года в возрасте 69 лет после тяжелой болезни.